# 海泉酒
海泉酒是遼寧阜新出产的一系列白酒，源于1930年代当地所产的烧酒。后当局合并私人酒坊成立阜新制酒二厂，其产品于1990年代曾在当地风靡一时，但因市场变化和体制等问题，酒厂于2000年破产停产。2009年酒厂被华强实业集团收购成为民企后迁址重建，次年复产。为提高质量，复产后的新酒厂与宜宾一家前五粮液联办厂合作，以五粮液酿法改良酿造工艺，并用合作厂家三十年以上的四川母本窖泥重筑窖池，推出的产品广受欢迎，销路也扩展至外地。现有产品包括兼香型(芝麻香型)和浓香型白酒。